# Indeks żółtka

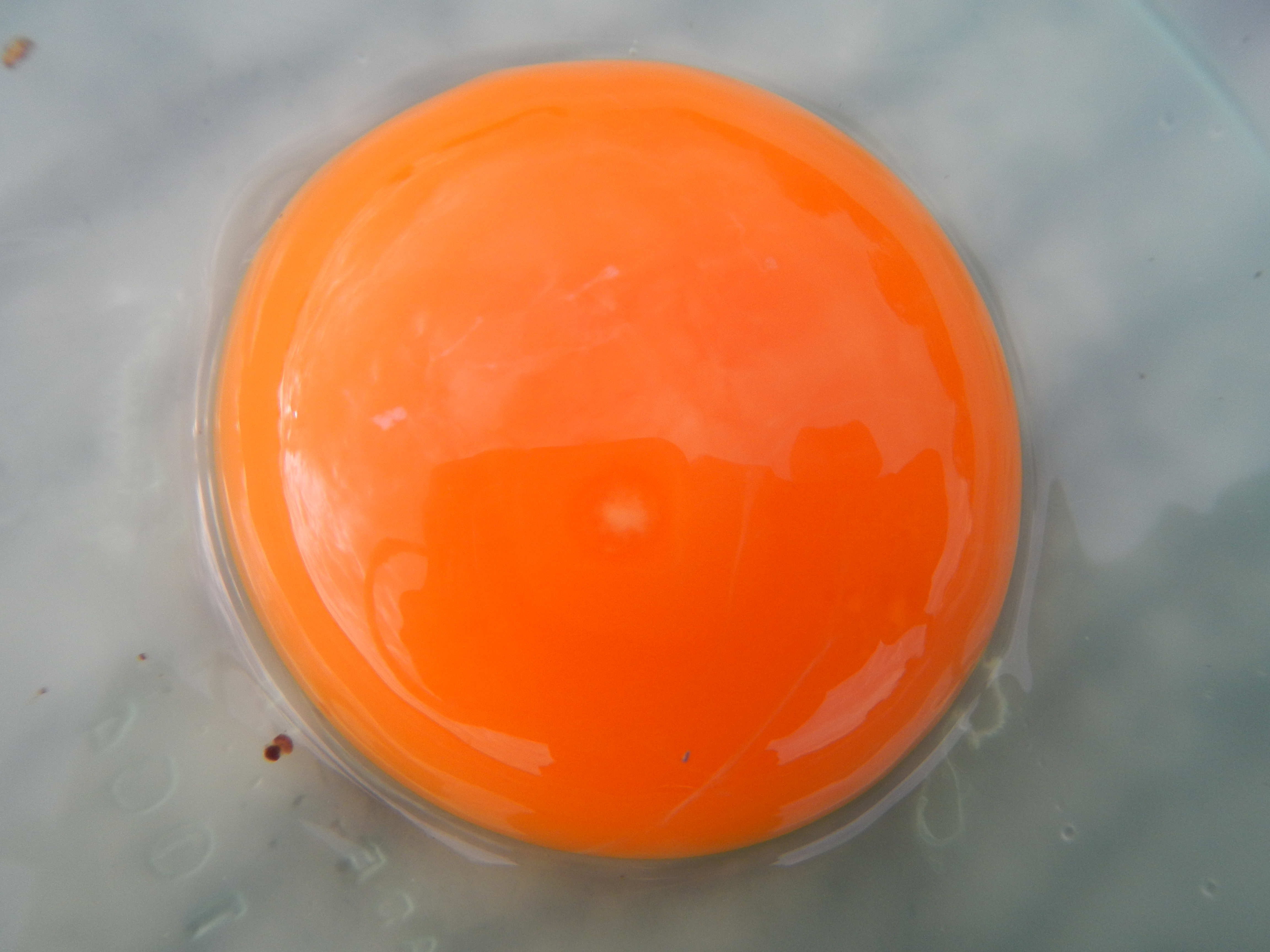
Żółtko jaja

Indeks żółtka – jedna z cech handlowych jaj konsumpcyjnych: stosunek wysokości żółtka do jego średnicy wyrażony w procentach.